# Уварова, Ольга Евгеньевна
Ольга Евгеньевна Уварова (род. 10 апреля 1958 года) — государственный и политический деятель. Депутат Государственной Думы пятого созыва, член фракции Единая Россия в Государственной думе V созыва, член Комитета Государственной Думы по образованию.

## Биография
Ольга Евгеньевна родилась 10 апреля в 1958 году.
В 1982 году завершила обучение и получила диплом о высшем образовании Балашовского государственного педагогического института, на факультете русского языка и литературы. Общий стаж педагогической деятельности более 40 лет. Перед избранием в депутаты работала на должности заместителя директора по учебно-воспитательной работе муниципального общеобразовательного учреждения «Средняя общеобразовательная школа № 18 города Балашова Саратовской области».
В декабре 2007 года на выборах в Государственную Думу V созыва по спискам кандидатов от партии Единая Россия в региональной группе № 67 была утверждена девятой. Партия в Саратовской области уверено одерживает победу. В ноябре 2010 года ей передан мандат депутата Володина Вячеслава Викторовича, который перешёл на работу в администрацию Президента Российской Федерации. В Государственной Думе работает членом комитета Государственной думы по образованию. Член фракции Единая Россия в Государственной думе V созыва. Сложила полномочия в декабре 2011 года.
В январе 2012 года вернулась к работе заместителя директора по учебно-воспитательной работе муниципального общеобразовательного учреждения «Средняя общеобразовательная школа № 18 города Балашова Саратовской области».
В апреле 2012 года назначена на должность заместителя главы администрации Балашовского района по социальным вопросам. До августа 2014 года работала в органах местного самоуправления Балашовского района.
21 августа 2014 года утверждена в должности директора МБУДО «Центр дополнительного образования „Созвездие“ города Балашова Саратовской области». Работает до настоящего времени.

## Награды
Имеет звания:
- Почётный работник общего образования РФ".